# 와다촌 (돗토리현)
와다촌(和田村)은 돗토리현 아이미군·사이하쿠군에 설치되었던 촌이다. 현재의 요나고시 와다정에 해당한다.